# Cumbal
Cumbal – miasto w Kolumbii, w departamencie Nariño.